# Abutilon fugax
Abutilon fugax är en malvaväxtart som beskrevs av Karel Domin. Abutilon fugax ingår i släktet klockmalvor, och familjen malvaväxter. Inga underarter finns listade i Catalogue of Life.